# Mayorga
Mayorga – gmina w Hiszpanii, w prowincji Valladolid, w Kastylii i León, o powierzchni 150,65 km². W 2011 roku gmina liczyła 1914 mieszkańców.